# Олешишки
Оле́шишки (бел. Але́шышкі, пол. Oleszyszki) — деревня в Сморгонском районе Гродненской области Белоруссии.
Входит в состав Залесского сельсовета.
Расположена на юге Ошмянской возвышенности в юго-западной части района, к северу от леса Кревщина. Расстояние до районного центра Сморгонь по автодороге — 16 км, до центра сельсовета агрогородка Залесье  по прямой — около 16,5 км. Ближайшие населённые пункты — Богуши, Мигули, Мыксы. Площадь занимаемой территории составляет 0,3352 км², протяжённость границ 3810 м.

## История
Деревня отмечена на карте 1850 года в составе Кревской волости Ошмянского уезда Виленской губернии. В 1865 году Олешишки насчитывали 2 дыма (двора) и 38 жителей, из них 7 православных и 31 католик ( по описи 1864 года 10 ревизских душ). Входили в состав имения Мигули Ивашкевичей.
После Советско-польской войны, завершившейся Рижским договором, в 1921 году Западная Белоруссия отошла к Польской Республике и деревня была включена в состав новообразованной сельской гмины Крево Ошмянского повета Виленского воеводства.
В 1938 году Олешишки состояли из деревни и застенка. Деревня насчитывала 8 дымов и 45 душ; застенок — 3 дыма и 16 душ соответственно.
В 1939 году, согласно секретному протоколу, заключённому между СССР и Германией, Западная Белоруссия оказалась в сфере интересов советского государства и её территорию заняли войска Красной армии. Олешишки вошли в состав новообразованного Сморгонского района Вилейской области БССР. После реорганизации административного-территориального деления БССР деревня была включена в состав новой Молодечненской области в 1944 году. В 1960 году, ввиду новой организации административно-территориального деления и упразднения Молодечненской области, Олешишки вошли в состав Гродненской области.

## Население
| 1865 | 1938 | 1999 | 2009 |
| ---- | ---- | ---- | ---- |
| 38   | 61   | 24   | 11   |

## Транспорт
Через деревню проходит автодорога местного значения Н6144 Голешонки — Базары — Олешишки.

## Достопримечательности
В деревне находится немецкое кладбище павших в Первую мировую войну с остатками брамы и памятника немецким солдатам 1915—18 гг.